# 希尔沙伊德
希尔沙伊德是德国莱茵兰-普法尔茨州的一个市镇。总面积14.08平方公里，总人口2440人，其中男性1210人，女性1230人（2011年12月31日），人口密度173人/平方公里。